# إدوارد آي. سولومون
إدوارد آي. سولومون (بالإنجليزية: Edward I. Solomon)‏ هو كيميائي أمريكي، ولد في 1946.